# Lepantói csata (festmény)
A Lepantói csata ismeretlen mester festménye, amely a londoni tengerészeti múzeum (National Maritime Museum) gyűjteményének része.
A kép a 16. század végén készült, és az 1571. október 7-ei lepantói csatát, az utolsó nagy, gályákkal vívott ütközetet örökíti meg, amelyben a keresztény flotta döntő vereséget mért a török hajóhadra a mai Naupaktosznál. Az ütközetben nagyjából 25 ezer török és 8 ezer keresztény esett el.
A festő nem saját élmányek alapján készítette el alkotását. A kép bal oldalán sziklák, jobb oldalán föld húzódik, jelezve ezzel az öböl bejáratát. A tengeren hajók nyüzsögnek, a gályák körül gomolygó füst a harc intenzitását jelzi. A résztvevőket olasz, ma már töredékes szövegek azonosítják. Az alsó bal szélen Giovanni Andrea Doria genovai parancsnok és a keresztény jobbszárny más gályái láthatók. Doria hajójától balra, tatján fehér kereszttel a genovai Negrone család hajója harcol. A két hajó a Tripoli nevű török egységet támadja, amelynek tatja mögött Piali pasa gályája, amögött pedig egy félholdakkal díszített napellenzővel védett tat látható. Arrébb Kara Hodzsa itáliai születésű török kalóz hajója hadakozik.
A hajókon megfigyelhetők a Szent Liga lobogóiː a Velencei Köztársaság oroszlánosa, Genova Szent György-keresztes vörös zászlója, a Pápai állam ezüst-arany lobogója. A keresztény sereg fővezére, Don Juan de Austria zászlóshajója, a La Real középtájon, a centrumtól balra látható, felismerhető a Habsburgok kétfejű sasát és a keresztre feszített Jézust ábrázoló lobogóiról. A Habsburg-sas más hajókon is feltűnik. A La Real egy velencei hajót segít, amely Müezzinzade Ali pasa gályájával, a Szultánával hadakozik. Tőlük jobbra örökítette meg a festő a Pápai állam flottáját vezető Marcantonio Colonna hadihajóját. A kép előterének jobb oldalán a török balszárny látható Ulucs Ali gályájával.
A velencei Museo Correr gyűjteményében van egy ugyanilyen kompozíciójú festmény, amelyet egy másik mester készített. Mindkét olajfestmény a csatáról készült velencei nyomatok alapján készültː ugyanaz a nézőpont és a kompozíció. A fő inspirációt valószínűleg a német származású Christof Krieger, olasz nevén Cristoforo Guerra négylapos fametszete jelentette. Készített a csatáról metszetet Martin Rota is 1572-ben.
A festmény előélete ismeretlen. A Negrone-gálya központi szerepét tekintve elképzelhető, hogy a család megrendelésére készült a festmény. A múzeum 1945-ben jutott a képhez a Spink & Son műkereskedő cégtől.